# Stor-Spångsjön
Stor-Spångsjön är en sjö i Sollefteå kommun i Ångermanland och ingår i Ångermanälvens huvudavrinningsområde. Sjön har en area på 0,157 kvadratkilometer och ligger 221,5 meter över havet.

## Delavrinningsområde
Stor-Spångsjön ingår i det delavrinningsområde (698072-157221) som SMHI kallar för Mynnar i Kroksjöbäcken. Medelhöjden är 229 meter över havet och ytan är 0,32 kvadratkilometer. Det finns ett avrinningsområde uppströms, och räknas det in blir den ackumulerade arean 2,39 kvadratkilometer. Vattendraget som avvattnar avrinningsområdet har biflödesordning 5, vilket innebär att vattnet flödar genom totalt 5 vattendrag innan det når havet efter 109 kilometer. Avrinningsområdet består mestadels av skog (77 procent). Avrinningsområdet har 0,07 kvadratkilometer vattenytor vilket ger det en sjöprocent på 23,1 procent.